# Nokia Eseries

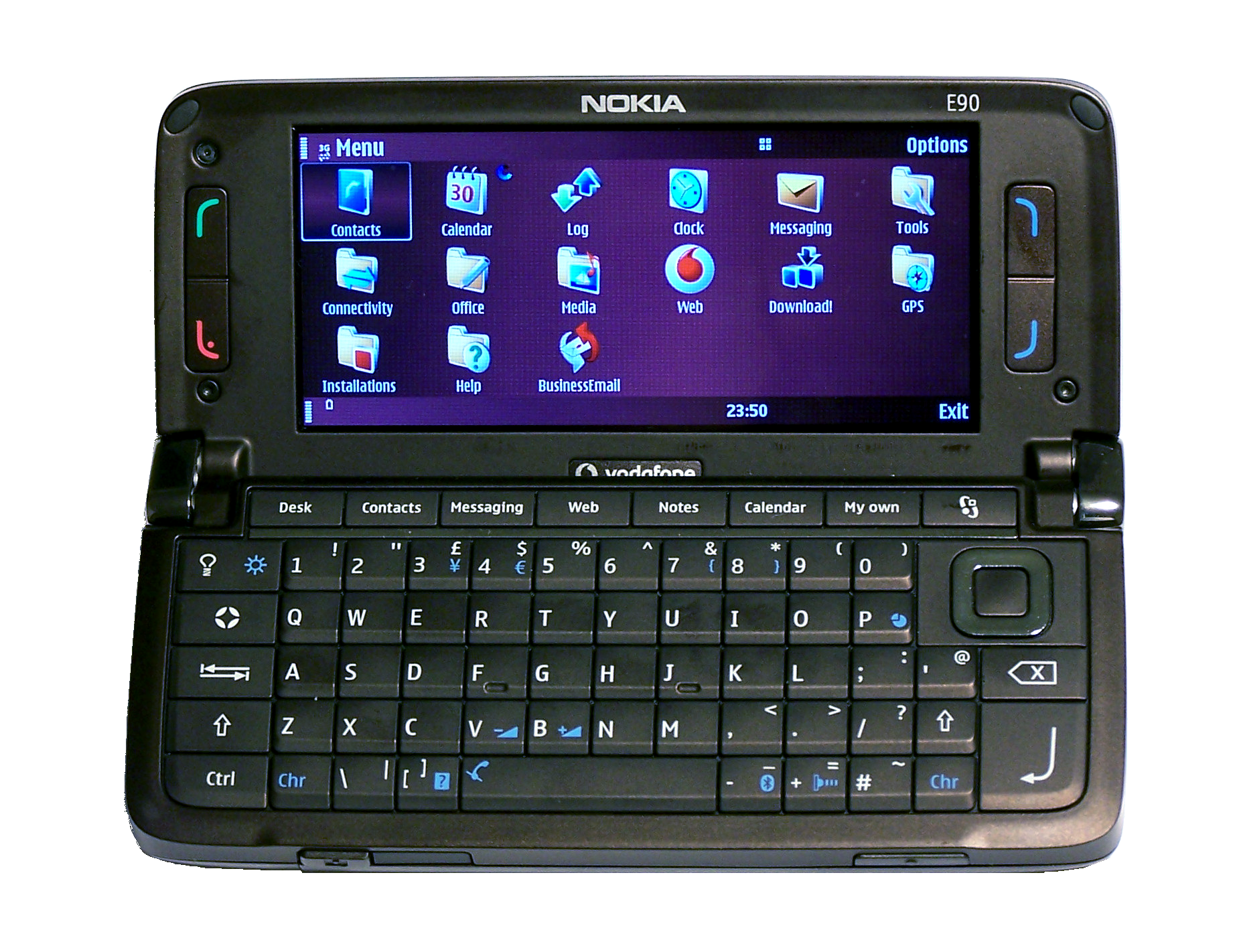
E90

Nokia Eseriesは、ノキアが制作しているビジネスに特化したハイエンド携帯電話シリーズである。

## 歴史
2005年10月13日にノキアは初の機種シリーズEseries機種となるE70とE60とE61を発表した。その後も今日に至るまで新機種を発表し続けている。

### 日本上陸
Nokia Eseriesの日本上陸は2006年、Nokia E61を日本語にローカライズしたものを日本法人のノキア ジャパンによってSIMロックフリーで販売された。その後、2007年4月26日にソフトバンクモバイルよりSoftBank X01NKとして販売された（こちらはSIMロックフリーではない）。
その後、ソフトバンクおよびNTTドコモの2008年秋冬商戦向けにE61の後継機であるNokia E71をノキアブランドとして発売することを決定したが、2008年11月にノキアが日本での携帯電話端末の販売を（一部ハイエンド機種を除き）原則として打ち切ることとなったため、NTTドコモ、ソフトバンクはE71の発売中止を発表した。

## 特徴
全てのEseries端末でSymbian OSを採用しユーザインタフェースにはS60プラットフォームを採用している。ビジネスに特化した携帯電話で、Office編集ソフトやVoIPは標準装備、別途ソフトウェアをインストールすることで様々な使い方ができるようになっている。
EseriesはBluetoothはもちろん、海外ではマイナーな赤外線やWi-Fi、GPSを備えたものもある。
E61はマグネシウム合金を外装素材に採用し、本体の剛性に優れている。E70はフリップ式のフルキーボードとフリップの表面に10キーを搭載し、二通りの入力方式を扱うことができる。

## 機種

### E50シリーズ
- E50
- E51 (国内発売なし。UMTS(850/2100)/GSMクワッドバンド WiFi付)
- E52
- E55

### E60シリーズ
- E60（スタンダードバージョンとして日本でも発売予定だったが、商品サイクルの都合を理由に発売中止されている）
- E61 (スタンダードバージョンとして発売。ソフトバンク版もあり、SoftBank X01NKの型番となっている)
- E61i
- E62 (E61の北米版)
- E63
- E65
- E66

### E70シリーズ
- E70
- E71（日本国内での発売は中止）
- E72
- E75

### E90シリーズ
- E90 Communicator